# همه‌بندپایان
همه‌بندپایان (به لاتین: Panarthropoda) یک کلاد جانوری پیشنهادی است که حاوی شاخه‌های موجود بندپایان، خرس‌های آبی و کرم‌های مخملی است. همه‌بندپایان همچنین شامل کرم‌های پادار دریایی منقرض‌شده به نام «پهن‌پاتباران»، یک گروه پیراتباری هستند که گمان می‌رود آخرین اجداد مشترک و اعضای پایه‌ای (گروه تاج) هر شاخه از همه‌بندپایان موجود برخاسته باشند. اگرچه اصطلاح «پهن‌پاتباران» گاهی به خرس‌های آبی و کرم‌های مخملی نیز بسط داده می‌شود.
ویژگی‌های مشترک همه‌بندپایان شامل بدن قطعه‌بندی‌شده، نردبان‌مانند، سیستم عصبی شکمی و وجود زائده‌های جفتی مرتبط با بخش‌های بدن است.